# Makoto Ninomiya
Makoto Ninomiya (二宮 真琴?, Ninomiya Makoto; Hiroshima, 28 maggio 1994) è una tennista giapponese.

## Biografia
Ha vinto una medaglia di bronzo ai XVIII Giochi asiatici del 2018 a Giacarta insieme a Miyu Kato.

## Statistiche WTA

### Doppio

#### Vittorie (9)
| Legenda               | Legenda      |
| --------------------- | ------------ |
| Grande Slam (0)       |              |
| Ori Olimpici (0)      |              |
| WTA Finals (0)        |              |
| WTA Elite Trophy (0)  |              |
| Dal 2009 al 2020      | Dal 2021     |
| Premier Mandatory (0) | WTA 1000 (0) |
| Premier 5 (0)         | WTA 1000 (0) |
| Premier (1)           | WTA 500 (0)  |
| International (1)     | WTA 250 (7)  |

| N. | Data              | Torneo                           | Superficie  | Compagna         | Avversarie in finale                       | Punteggio           |
| 1. | 17 settembre 2016 | Japan Women's Open, Tokyo        | Cemento     | Shūko Aoyama     | Jocelyn Rae Anna Smith                     | 6-3, 6-3            |
| 2. | 22 settembre 2018 | Pan Pacific Open, Tokyo          | Cemento (i) | Miyu Katō        | Andrea Sestini Hlaváčková Barbora Strýcová | 6-4, 6-4            |
| 3. | 13 giugno 2021    | Nottingham Open, Nottingham      | Erba        | Ljudmyla Kičenok | Caroline Dolehide Storm Sanders            | 6-4, 6(3)-7, [10-8] |
| 4. | 14 gennaio 2022   | Adelaide International, Adelaide | Cemento     | Eri Hozumi       | Tereza Martincová Markéta Vondroušová      | 1-6, 7-6(4), [10-7] |
| 5. | 20 maggio 2022    | Marocco Open, Rabat              | Terra rossa | Eri Hozumi       | Monica Niculescu Aleksandra Panova         | 6(7)-7, 6-3, [10-8] |
| 6. | 25 giugno 2022    | Bad Homburg Open, Bad Homburg    | Erba        | Eri Hozumi       | Alicja Rosolska Erin Routliffe             | 6-4, 6(5)-7, [10-5] |
| 7. | 3 novembre 2024   | Hong Kong Open, Hong Kong        | Cemento     | Ulrikke Eikeri   | Shūko Aoyama Eri Hozumi                    | 6–4, 4–6, [11–9]    |
| 8. | 20 luglio 2025    | Hamburg European Open, Amburgo   | Terra rossa | Nadiia Kičenok   | Anna Bondár Arantxa Rus                    | 6-4, 3-6, [11-9]    |
| 9. | 26 luglio 2025    | Prague Open, Praga               | Cemento     | Nadiia Kičenok   | Lucie Havlíčková Laura Samson              | 1-6, 6-4, [10-7]    |

#### Sconfitte (11)
| Legenda               | Legenda      |
| --------------------- | ------------ |
| Grande Slam (1)       |              |
| Argenti Olimpici (0)  |              |
| WTA Finals (0)        |              |
| WTA Elite Trophy (0)  |              |
| Dal 2009 al 2020      | Dal 2021     |
| Premier Mandatory (0) | WTA 1000 (0) |
| Premier 5 (0)         | WTA 1000 (0) |
| Premier (0)           | WTA 500 (1)  |
| International (4)     | WTA 250 (5)  |

| N.  | Data              | Torneo                                   | Superficie  | Compagna         | Avversarie in finale                  | Punteggio            |
| 1.  | 7 agosto 2016     | Jiangxi Open, Nanchang                   | Cemento     | Shūko Aoyama     | Liang Chen Lu Jingjing                | 6-3, 6(2)-7, [11-13] |
| 2.  | 5 marzo 2017      | Malaysian Open, Kuala Lumpur             | Cemento     | Nicole Melichar  | Ashleigh Barty Casey Dellacqua        | 6(3)-7, 3-6          |
| 3.  | 13 gennaio 2018   | Hobart International, Hobart             | Cemento     | Ljudmyla Kičenok | Elise Mertens Demi Schuurs            | 2-6, 2-6             |
| 4.  | 10 giugno 2018    | Open di Francia, Parigi                  | Terra rossa | Eri Hozumi       | Barbora Krejčíková Kateřina Siniaková | 3-6, 3-6             |
| 5.  | 16 settembre 2018 | Japan Women's Open, Hiroshima            | Cemento     | Miyu Katō        | Eri Hozumi Zhang Shuai                | 2-6, 4-6             |
| 6.  | 25 aprile 2021    | Istanbul Cup, Istanbul                   | Terra rossa | Nao Hibino       | Veronika Kudermetova Elise Mertens    | 1-6, 1-6             |
| 7.  | 29 maggio 2021    | Internationaux de Strasbourg, Strasburgo | Terra rossa | Yang Zhaoxuan    | Alexa Guarachi Desirae Krawczyk       | 2-6, 3-6             |
| 8.  | 28 agosto 2021    | Chicago Women's Open, Chicago            | Cemento     | Ljudmyla Kičenok | Nadežda Kičenok Raluca Olaru          | 6(8)-7, 7-5, [8-10]  |
| 9.  | 23 settembre 2023 | Guangzhou Open, Guangzhou                | Cemento     | Eri Hozumi       | Guo Hanyu Jiang Xinyu                 | 3-6, 6(4)-7          |
| 10. | 30 settembre 2023 | Pan Pacific Open, Tokyo                  | Cemento     | Eri Hozumi       | Ulrikke Eikeri Ingrid Neel            | 6-3, 5-7, [5-10]     |
| 11. | 22 ottobre 2023   | Jiangxi Open, Nanchang                   | Cemento     | Eri Hozumi       | Laura Siegemund Vera Zvonarëva        | 4-6, 2-6             |

## Circuito WTA 125

### Doppio

#### Vittorie (2)
| N. | Data          | Torneo                                | Superficie  | Compagna     | Avversarie in finale                  | Punteggio   |
| 1. | 8 maggio 2022 | Open 35 de Saint-Malo, Saint-Malo     | Terra rossa | Eri Hozumi   | Estelle Cascino Jessika Ponchet       | 7-6(1), 6-1 |
| 2. | 3 maggio 2025 | Open 35 de Saint-Malo, Saint-Malo (2) | Terra rossa | Maia Lumsden | Oksana Kalašnikova Angelica Moratelli | 7-5, 6-2    |

#### Sconfitte (1)
| N. | Data           | Torneo                        | Superficie | Compagna   | Avversarie in finale                 | Punteggio        |
| 1. | 6 ottobre 2024 | Hong Kong 125 Open, Hong Kong | Cemento    | Nao Hibino | Monica Niculescu Elena-Gabriela Ruse | 3-6, 7-5, [5-10] |

## Cronologia tornei del Grande Slam

### Doppio
| Torneo Grand Slam  |     |     |     |
| Australian Open    | 1T  | 1T  | 0–2 |
| Open di Francia    | A   |     | 0–0 |
| Wimbledon          | 2T  |     | 1–1 |
| US Open            | 1T  |     | 0–1 |
| Vittorie-Sconfitte | 1–3 | 0-1 | 1–4 |